# Tubelight
Tubelight is een Nederlandstalig tijdschrift voor hedendaagse kunst.

## Inhoud
Tubelight publiceert recensies van beeldende kunst. Er wordt vooral geschreven over kleine exposities en projecten in galeries, musea en andere kunstinstellingen. Daarnaast biedt elk nummer een portret van een beeldend kunstenaar. Het tijdschrift verschijnt zes keer per jaar en is gratis verkrijgbaar. Het online magazine Tubelight.nl biedt naast actuele recensies en artikelen ook een uitgebreid archief van alle stukken die in het verleden zijn gepubliceerd. 

## Geschiedenis
Het tijdschrift Tubelight werd in 1998 opgericht, met als doel meer ruimte en aandacht te creëren voor korte, kritische besprekingen van hedendaagse beeldende kunst. Vanaf mei 2007 is Tubelight naast het papieren tijdschrift ook een website.